# Torre e Portela
Torre e Portela (oficialmente: União das Freguesias de Torre e Portela) é uma freguesia portuguesa do município de Amares, com 3,6 km² de área e 563 habitantes (censo de 2021). A sua densidade populacional é 156,4 hab./km².

## História
Foi constituída em 2013, no âmbito de uma reforma administrativa nacional, pela agregação das antigas freguesias de Torre e Portela.

## Demografia
A população registada nos censos foi:
| Distribuição da População por Grupos Etários | Distribuição da População por Grupos Etários | Distribuição da População por Grupos Etários | Distribuição da População por Grupos Etários | Distribuição da População por Grupos Etários | Distribuição da População por Grupos Etários |
| -------------------------------------------- | -------------------------------------------- | -------------------------------------------- | -------------------------------------------- | -------------------------------------------- | -------------------------------------------- |
| Antes da agregação                           |                                              |                                              |                                              |                                              |                                              |
| Ano                                          | 0-14 anos                                    | 15-24 anos                                   | 25-64 anos                                   | >= 65 anos                                   | Total                                        |
| 2001                                         | 123                                          | 87                                           | 303                                          | 87                                           | 600                                          |
| 2011                                         | 101                                          | 84                                           | 318                                          | 123                                          | 626                                          |
| Após a agregação                             |                                              |                                              |                                              |                                              |                                              |
| Ano                                          | 0-14 anos                                    | 15-24 anos                                   | 25-64 anos                                   | >= 65 anos                                   | Total                                        |
| 2021                                         | 58                                           | 64                                           | 298                                          | 143                                          | 563                                          |